# Lebeckia
Lebeckia, rod grmova od 12 priznatih vrsta iz porodice mahunarki. Područje im je ograničeno na Kapske provincije Južne Afrike.

## Vrste
1. Lebeckia brevicarpa M.M.le Roux & B.-E.van Wyk
2. Lebeckia brevipes M.M.le Roux & B.-E.van Wyk
3. Lebeckia contaminata Thunb.
4. Lebeckia grandiflora Benth.
5. Lebeckia longipes Bolus
6. Lebeckia meyeriana Eckl. & Zeyh.
7. Lebeckia pauciflora Eckl. & Zeyh.
8. Lebeckia plukenetiana E.Mey.
9. Lebeckia sepiaria Thunb.
10. Lebeckia uniflora B.-E.van Wyk & M.M.le Roux
11. Lebeckia wrightii (Harv.) Bolus
12. Lebeckia zeyheri M.M.le Roux & B.-E.van Wyk

## Sinonimi
- Acanthobotrya Eckl. & Zeyh.